# 795 (číslo)
Sedm set devadesát pět je přirozené číslo. Následuje po čísle sedm set devadesát čtyři a předchází číslu sedm set devadesát šest. Římskými číslicemi se zapisuje DCCXCV a řeckými číslicemi ψϟε.

## Matematika
795 je:
- Deficientní číslo
- Složené číslo
- Nešťastné číslo

## Astronomie
- (795) Fini je planetka hlavního pásu, kterou objevil v roce 1914 Johann Palisa

## Roky
- 795
- 795 př. n. l.